# Ring (Cardi B)
Ring è un singolo della rapper statunitense Cardi B, pubblicato il 28 agosto 2018 come quinto estratto dal primo album in studio Invasion of Privacy.

## Descrizione
Il brano vede la partecipazione della cantante statunitense Kehlani ed è stato scritto da entrambe le interpreti insieme a Jordan Thorpe, Nija Charles, Desmond Dennis, Khari Cain, Mike Orabiyi Riley e Kleonord Raphael; ed è stato prodotto da questi ultimi due, in arte conosciuti rispettivamente come Needlz e Scribz Riley. Appartiene al genere R&B e mostra la protagonista con il cuore sprazzato, in una situazione vulnerabile e tratta anche il tema della gelosia. Nel testo, la rapper esprime frustrazione al partner, che ha smesso di contattarla, pur rimanendo nella sua vita. Ben Beaumont-Thomas del The Guardian ha definito la canzone «la paranoia romantica contemporanea che proviene dai cellulari».

## Video musicale
A luglio 2018 la rapper ha annunciato che la pubblicazione del video musicale sarebbe avvenuta il mese successivo. Diretta da Mike Ho e resa disponibile il 20 agosto successivo, la clip mostra la rapper in fili telefonici aggrovigliati e le due artiste mentre eseguono le loro strofe all'interno di cabine telefoniche e stanze grigie, indossando ensemble neri e argentati.

## Formazione
Hanno partecipato alle registrazioni, secondo le note di copertina di Invasion of Privacy:
Musicisti
- Cardi B – voce
- Kehlani – voce aggiuntiva
- Needlz – strumentazione, programmazione
- Scribz Riley – strumentazione, programmazione

Produzione
- Needlz – produzione
- Scribz Riley – produzione
- Donnie Meadows – coordinazione produzione
- Avery Earls – coordinazione produzione
- Carlyn Calder – coordinazione produzione
- Evan Laray – ingegneria del suono
- Leslie Brathwaite – missaggio
- Colin Leonard – mastering

## Successo commerciale
In seguito alla pubblicazione di Invasion of Privacy, Ring ha esordito alla 28ª posizione della Billboard Hot 100 nella pubblicazione del 21 aprile 2018, risultando la sesta traccia dell'album con il miglior posizionamento in classifica.

## Classifiche
| Classifica (2018) | Posizione massima |
| ----------------- | ----------------- |
| Canada            | 61                |
| Stati Uniti       | 28                |